# Callirhoé (Henry Varnier)
Pour les articles homonymes, voir Callirrhoé.
Callirrhoé est une statue en marbre réalisée en ronde-bosse par l'artiste français Henry Varnier. Cette sculpture a été commandée à l'artiste en 1873. Elle est déposée depuis 1874 au musée Jean-Léon Gérôme de Vesoul. Elle a été exposée au Salon des Artistes Vivants à Paris en 1873.
L'œuvre représente un nu féminin assis, incarnant la naïade Callirrhoé, fille de Scamandre, une figure mythologique associée à l’eau. Dans cette sculpture, Callirrhoé est représentée avec les mains attachées dans le dos, une posture qui accentue la tension et l'émotion de la scène, tout en mettant en valeur la délicatesse de la forme féminine.

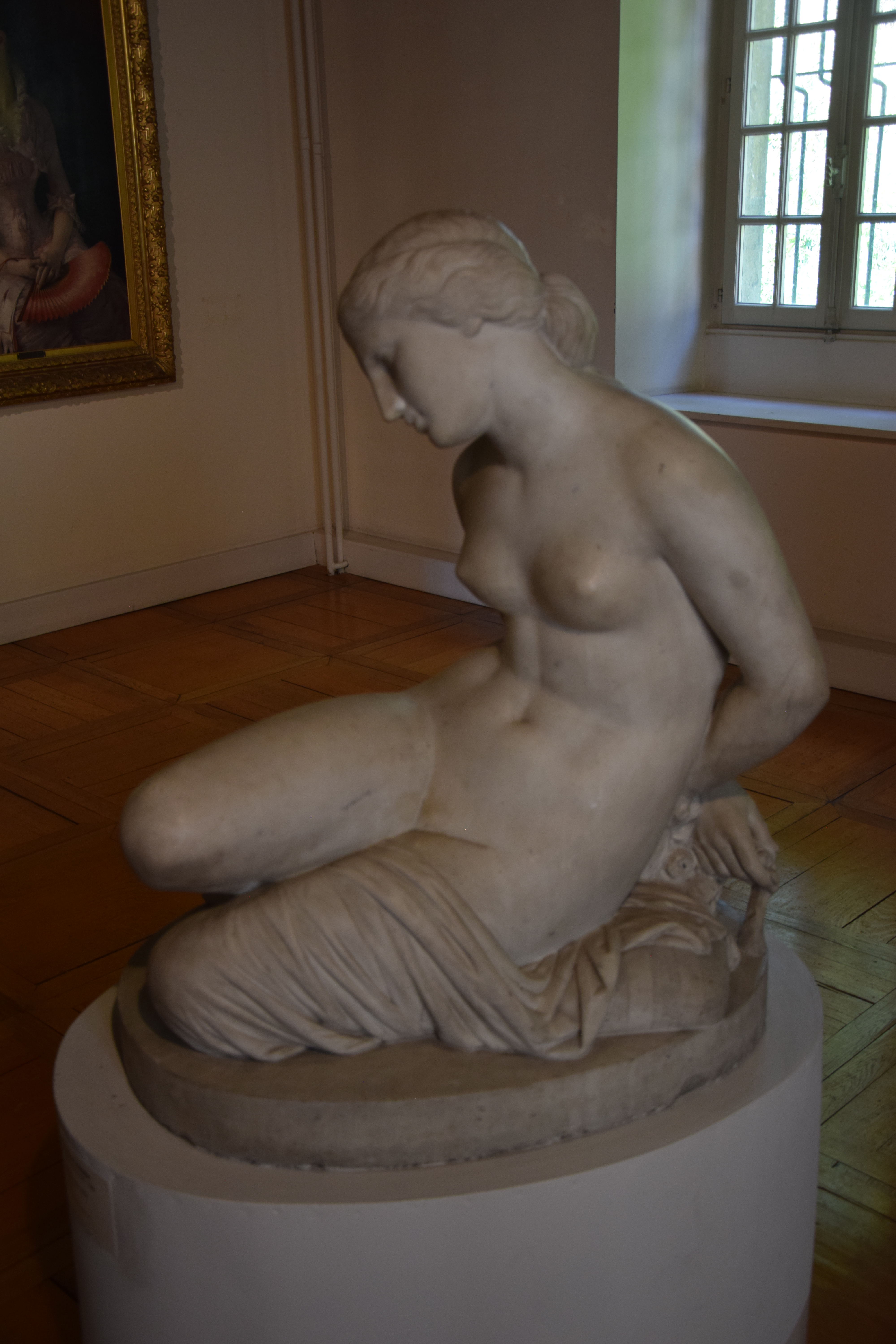
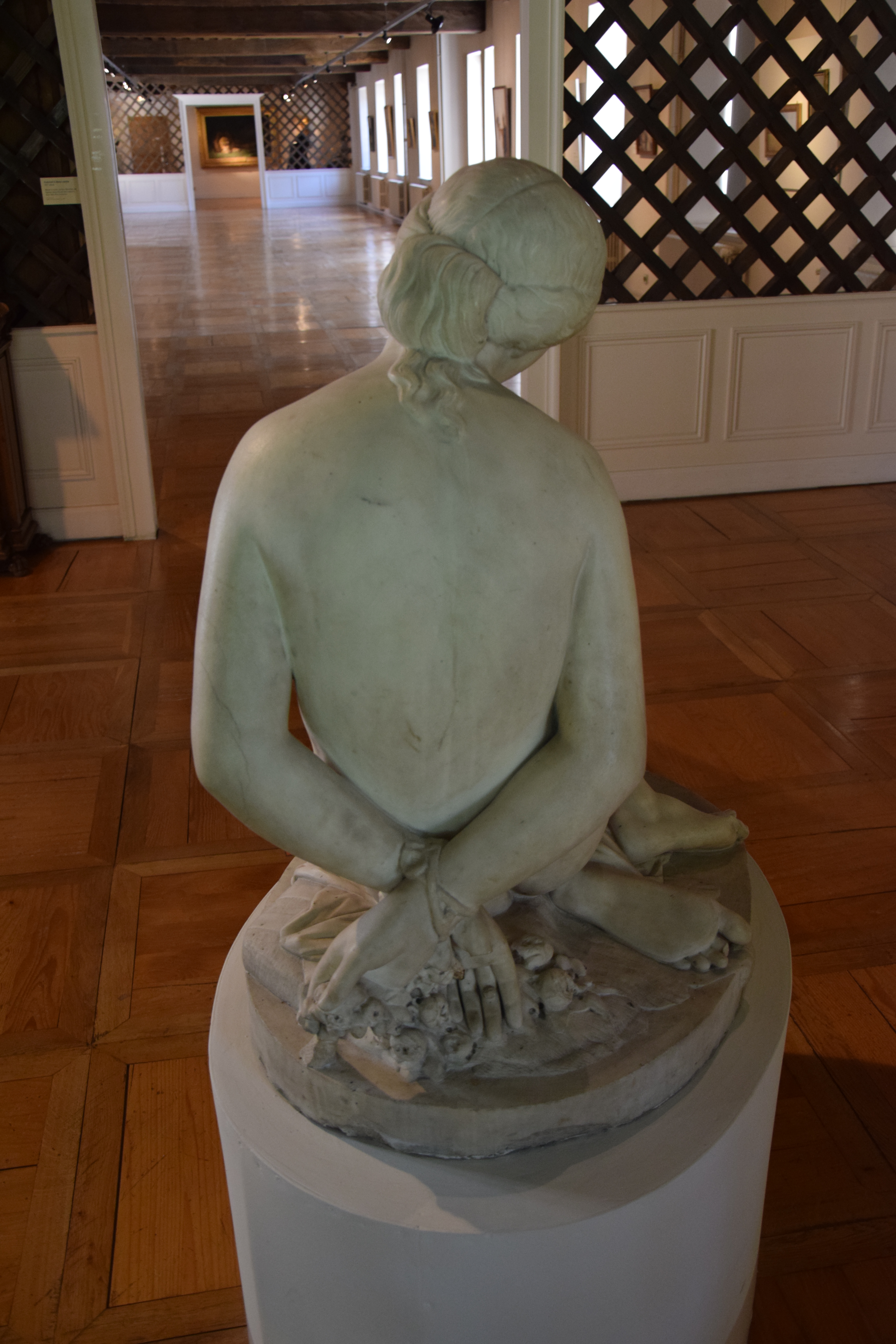
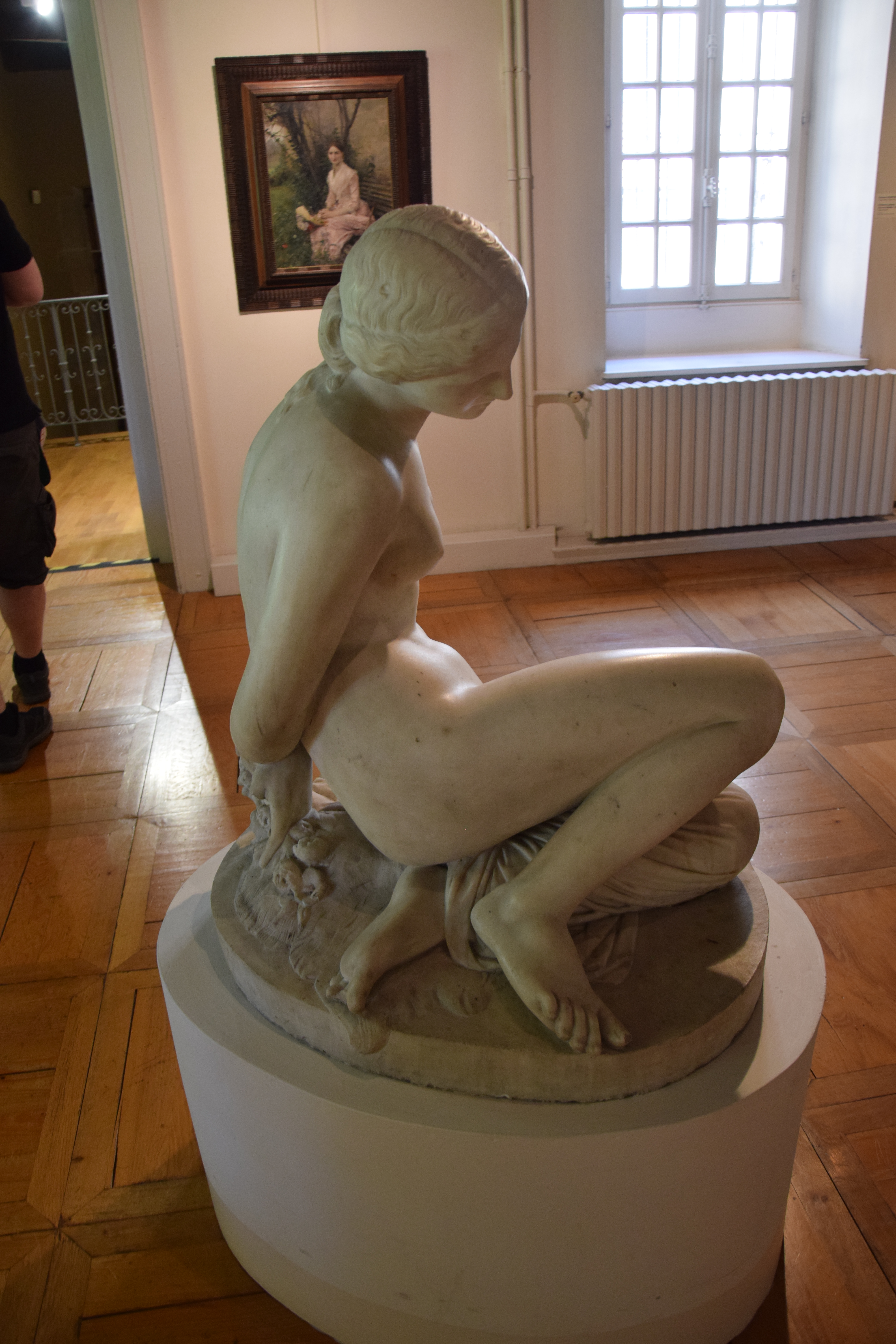